# Pyramiden von al-Kurru

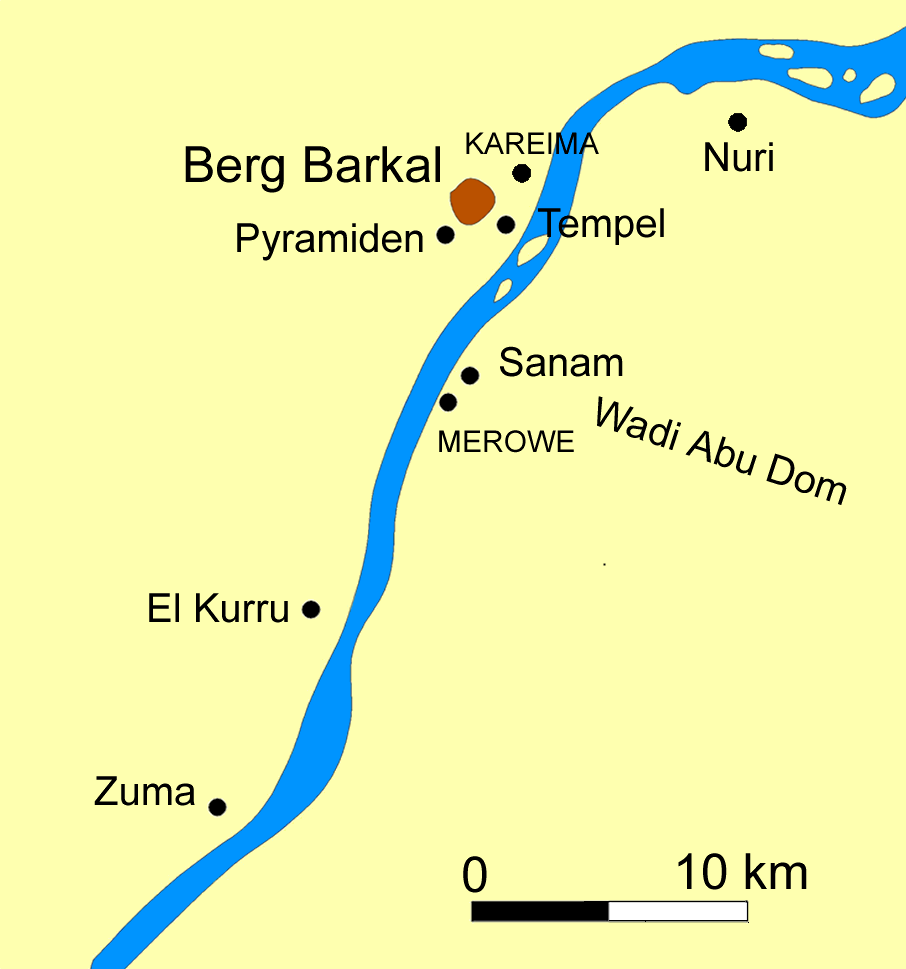
Berg Barkal und dessen Umgebung

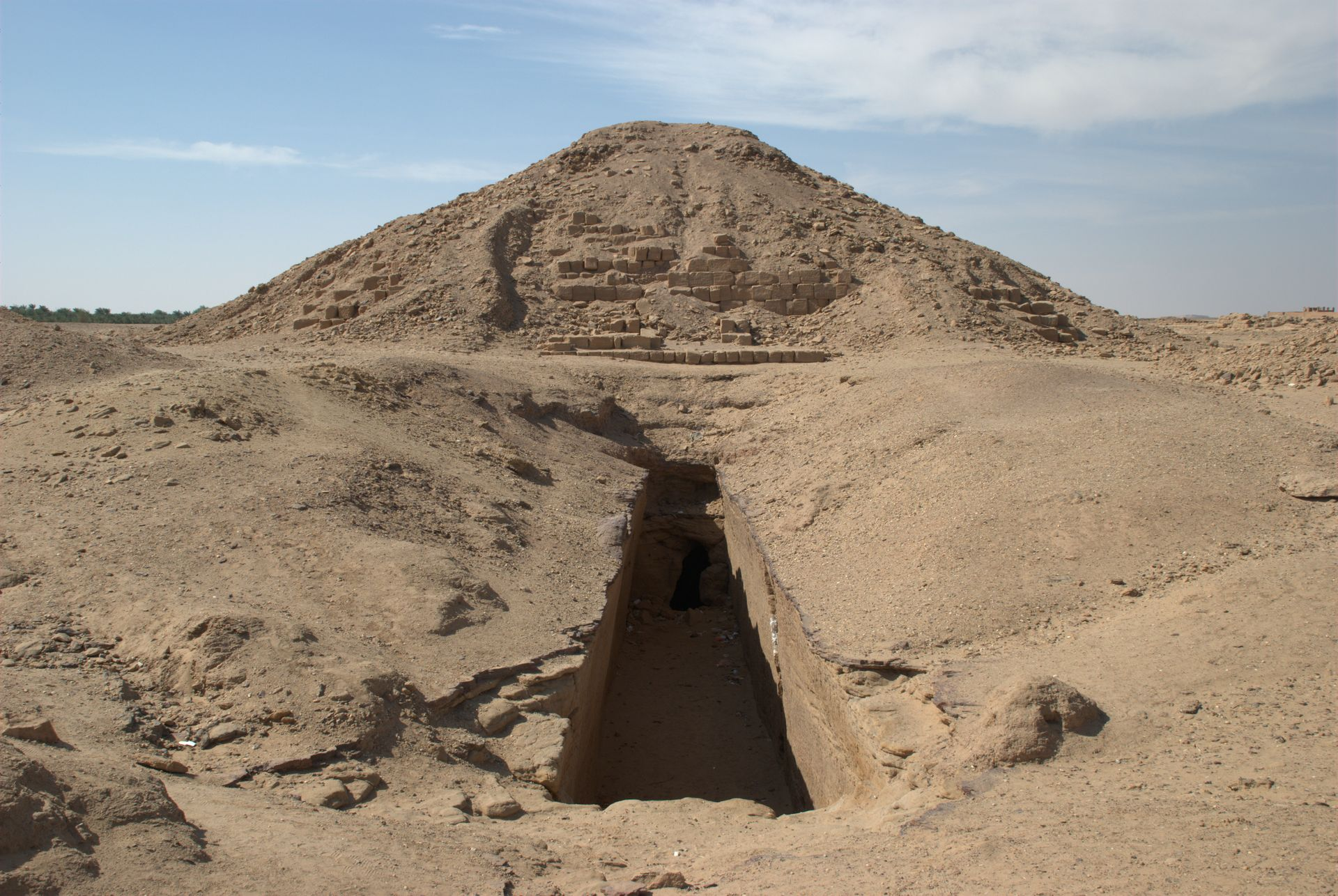
Einzige noch teilweise erhaltene Pyramide von Osten. Die quadratische Basis maß 30 × 30 Meter. In der Mitte befand sich die Bestattungskapelle. Vorne der Treppenschacht zur Grabkammer.

Die Pyramiden und Grabanlagen südlich des heutigen Dorfes al-Kurru (auch el-Kurru) in Sudan sind der älteste Teil des Friedhofes um die nubische Stadt Napata. Der Friedhof liegt etwa 10 Kilometer südlich von deren Zentrum am Berg Barkal, auf der westlichen Seite des Nil. Hier befinden sich auch Reste einer antiken Stadt, die von dem Archäologen George A. Reisner, der die hiesigen Pyramiden ausgrub, entdeckt wurden. Das Alter der Siedlung ist jedoch unbekannt.
Die ältesten Gräber werden auf 860 v. Chr. datiert, also noch in die Zeit vor der Gründung des Reiches von Kusch in Nubien. Nicht alle ausgegrabenen Grabanlagen sind Pyramiden. Aus frühen, einfachen Grabhügeln, in denen die ersten Fürsten  bestattet wurden, entwickelten sich Mastaba: gemauerte Steinblöcke über der eigentlichen Grabkammer. Diese Grabanlagen blieben bisher alle namenlos. Die erste ost-west-orientierte Pyramide stammt von König Pije (747–716). Nahe seiner Grabpyramide wurden die Lieblingspferde des Königs in separaten Schachtgräbern stehend und mit dem Kopf nach Süden beigesetzt. Insgesamt wurden 24 Pferdegräber gefunden. Ab König Atlanersa (653–643), der sich in Nuri beerdigen ließ, wurde der Friedhof in al-Kurru aufgegeben.
In der Mitte des Ausgrabungsgeländes ist eine Pyramide in halb abgetragenem Zustand zu sehen. Sie ist umgeben von mehreren flachen Erdhügeln und Einstiegsöffnungen, die in schmale, fugenlos gemauerte Gewölbekammern führen. Die Gräber von König Tanotamun (664–655) und seiner Mutter Qalhata sind verschlossen, da sie gut erhaltene Wandmalereien und Hieroglyphenschrift enthalten.
Die Pyramiden von al-Kurru stehen seit 2003  gemeinsam mit anderen Bauten der historischen Stadt Napata und weiteren in der Region auf der UNESCO-Liste des Weltkulturerbe.

## Liste der Grabanlagen von al-Kurru
(tum steht für Tumulus - Hügelgrab)
| Name     | König                 | Kommentar                                                        |
| -------- | --------------------- | ---------------------------------------------------------------- |
| Ku Tum 1 | unbekannt             |                                                                  |
| Ku Tum 2 | unbekannt             |                                                                  |
| Ku Tum 4 | unbekannt             |                                                                  |
| Ku Tum 5 | unbekannt             |                                                                  |
| Ku Tum 6 | unbekannt             |                                                                  |
| Ku 1     | unbekannt             |                                                                  |
| Ku 2     | Königin               | Name unbekannt                                                   |
| Ku 3     | Königin Naparye       | Gemahlin des Taharqa                                             |
| Ku 4     | Königin Chensa        | Gemahlin des Pije                                                |
| Ku 5     | Königin Qalhata       | Gemahlin des Schebitko                                           |
| Ku 6     | Königin Arty          |                                                                  |
| Ku 7     | Königin               | Name unbekannt                                                   |
| Ku 8     | Kaschta               | Zuordnung unsicher                                               |
| Ku 9     | unbekannt             |                                                                  |
| Ku 10    | unbekannt             |                                                                  |
| Ku 11    | unbekannt             |                                                                  |
| Ku 12    | unbekannt             |                                                                  |
| Ku 13    | unbekannt             |                                                                  |
| Ku 14    | unbekannt             |                                                                  |
| Ku 15    | Schabaka              |                                                                  |
| Ku 16    | Tanotamun             | In den Grabkammer befinden sich noch gut erhaltene Wandmalereien |
| Ku 17    | Pije                  | Die älteste Pyramide                                             |
| Ku 18    | Schebitko             |                                                                  |
| Ku 19    | ? (keine Pyramide)    |                                                                  |
| Ku 20-23 | ? (keine Pyramiden)   |                                                                  |
| Ku 51    | Königin               | Name unbekannt                                                   |
| Ku 52    | Königin Neferukaschta | Mastaba                                                          |
| Ku 53    | unbekannt             |                                                                  |
| Ku 54    | unbekannt             |                                                                  |
| Ku 55    | unbekannt             |                                                                  |
| Ku 61    | Königin               | Zuordnung unsicher, vielleicht Mastaba                           |
| Ku 62    | Königin               | Zuordnung unsicher, vielleicht Mastaba                           |
| Ku 71    | Königin               | Name unbekannt                                                   |
| Ku 72    | Königin               | Name unbekannt                                                   |